# Скачедуб, Роза Гавриловна
Роза Гавриловна Скачедуб (30 сентября 1923, Выкса, Нижегородская область — 25 июня 2023, Пермь) — советский и российский врач, акушер-гинеколог, кандидат медицинских наук, врач высшей категории. Акушер-гинеколог ГБУЗ ПК «Медико-санитарная часть № 9 им. М. А. Тверье» города Перми.
Являлась старейшим постоянно практикующим действующим врачом в России (94 года). Общий стаж работы в медицине — 74 года.

## Биография
Родилась 30 сентября 1923 года. в городе Выксе Нижегородской области. Отец — жестянщик на заводе. Мать — из многодетной (17 детей) семьи православного священника. Семья часто переезжала: жили в Павлово-на-Оке, Нижнем Новгороде, Ленинграде (куда отца Р.Г. Скачедуб отправили на учёбу в Ленинградский институт инженеров водного транспорта), затем в Семипалатинске, Николаеве, Перми. Школу окончила в г. Вязники Ивановской области (ныне — Владимирской области) в 1941 году.
В 1941 году поступила на лечебный факультет Молотовского медицинского института (ныне — Пермский государственный медицинский университет им. академика Е. А. Вагнера). В 1943 году переведена на санитарный факультет того же вуза. Окончила институт в августе 1945 года.
В 1945 году поступила в аспирантуру Пермского медицинского института по кафедре нормальной физиологии. Одновременно с продолжением учёбы начала работать практическим врачом. В 1946 году перешла на кафедру акушерства и гинекологии.
С 1946 года — преподаватель кафедры акушерства и гинекологии. Преподаватели и аспиранты параллельно с учебным процессом работали практическими врачами в районах области. За каждым сотрудником кафедры был закреплён район, куда они выезжали на две недели ежемесячно. За Розой Скачедуб был закреплён сначала Юрлинский район Коми-Пермяцкого округа, затем Кунгурский район.
Была членом КПСС, секретарём партийной организации лечебного факультета, членом парткома института.
В 1949 году защитила кандидатскую диссертацию на тему «Влияние магнитного поля на проницаемость скелетной мышцы к витальной краске». Одной из первых в стране применила метод магнитотерапии, который был официально признан советской медициной только в 1960-е годы.
В 1950-е годы работала одновременно на кафедре физиологии ПМИ и в Пермской областной клинической больнице врачом-акушером. Регулярно вылетала на экстренные операции в различные районы и сёла Пермского края.
Ассистент, затем доцент кафедры акушерства и гинекологии лечебного факультета Пермского мединститута.
С 1971 по 1974 — заведующая кафедрой акушерства и гинекологии лечебного факультета Пермского мединститута.
Основала кафедру акушерства и гинекологии на педиатрическом факультете.
Первой в Перми начала заниматься детской гинекологией. Создала отделение детской гинекологии в МСЧ № 9 г. Перми.
С 1977 по 2013 год — заведующая кафедрой акушерства и гинекологии педиатрического факультета Пермского государственного медицинского университета им. академика Е. А. Вагнера. В 2013 году кафедры акушерства и гинекологии двух факультетов были объединены.
Роза Скачедуб первой в Пермском крае стала проводить операции кесарева сечения в нижнем сегменте.
До 2016 года проводила хирургические операции, оперировала, как правило, наиболее сложные случаи. Всего за 55-летнюю практику провела более 5000 хирургических операций.
За годы преподавательской деятельности воспитала более 2000 дипломированных врачей, среди которых шесть профессоров и докторов медицинских наук, семь заслуженных врачей РФ.
Секретом своего долголетия считала то, что много ходит пешком и никогда не использует лифт. За все годы работы только дважды была на больничном.
В 2016 году получила главную медицинскую премию России — Национальную премию «Призвание» в номинации «За верность профессии».
Скончалась 25 июня 2023 года на 100-м году жизни.

## Награды и премии
Медаль «Ветеран труда»,
Медаль «За доблестный труд в Великой Отечественной войне 1941—1945 гг.»,
Нагрудный знак «Отличник здравоохранения»,
Национальная премия «Призвание» (2016) в номинации «За верность профессии»,
Грамоты управления здравоохранения Пермской области, города Перми, грамоты и благодарности ПГМУ.

## Семья
Замуж вышла в 1945 году. Первый муж — Григорий Емельянович Скачедуб, учитель химии в школе в Перми. Умер в 1975 году.
Второй муж (с 1975 г.) — Александр Ильич Левин, доктор медицинских наук, профессор. Умер в 1985 году.
Дочь Татьяна Григорьевна Скачедуб — врач-рентгенолог в Пермской краевой клинической больнице. Один из внуков — специалист по магнитно-резонансной томографии. Второй внук — программист.
Жена первого внука — Ландыш Скачедуб — тоже акушер-гинеколог, тоже в Перми.
Три правнучки: Милана (дочь Ландыш) — школьница. Василиса — школьница. Дочь второго внука Анна— школьница.